# Ettore Camesasca
Ettore Camesasca (1922-1995) foi um historiador de arte italiano. De personalidade eclética, empreendou estudos nos mais diversos campos da arte. É conhecido por seu trabalho na curadoria editorial da série Classici dell'Arte, com catálogos completos da obra pictórica de autores clássicos, publicada pela Rizzoli, em Milão. Chefiou a curadoria de diversas exposições internacionais.
Notabilizou-se ainda como colaborador do Museu de Arte de São Paulo, elaborando, ao lado de Pietro Maria Bardi, inúmeras monografias e estudos de obras do acervo, particularmente aquelas referentes ao Renascimento, além de redigir catálogos de um ciclo de exposições do MASP em museus da Itália, da Suíça e da Alemanha. Reuniu um grande acervo de livros e obras raras, para lhe auxiliar em suas monografias e estudos sobre história do colecionismo. A Biblioteca Camesasca foi legada por seus herdeiros à Casa-Museu Boschi Di Stefano, em Milão, após a morte do historiador.

## Obras
- L'opera completa di Ingres (1968);
- L'opera completa de Michelangelo pittore (1969);
- L'opera completa del Perugino (1969);
- L'opera completa di Boldini (1970);
- L'opera completa del Bellotto (1974);